# Krasnaja Dubrawa (rejon dmitrijewski)
Krasnaja Dubrawa (ros. Красная Дубрава) – osiedle w Rosji, w obwodzie kurskim, w rejonie dmitrijewskim. W 2010 liczyło 317 mieszkańców.